# 全元文
《全元文》收錄元朝文人作品，共1880卷。
《全元文》作家的收录与《全宋文》、《全辽金文》二書多有重合，又如第59册收录的作家如高巽志、陶振二人均亲历明初的靖难之役。《全元文》收赵孟頫文有四百余篇，是目前收錄趙文最多的一部總集。《全元文》是北京师范大学古籍研究所編輯，2000年由江苏古籍出版社出版，目前已经出版61册，第61册是“索引”。